# Dryoper
Die Dryoper (altgriechisch Δρύοπες, Drýopes) waren ein hellenischer Volksstamm im antiken Griechenland. Manche Quellen nennen sie Pelasger  oder vermuten eine Abstammung von den Illyrern .

## Geographie und Geschichte
Die Dryoper sollen bereits vor der korinthischen Besiedlung von Ambrakia ganz Epeiros erobert haben. Ihren Hauptwohnsitz hatten sie im Oite-Gebirge bei Trachis. Sie waren als räuberisches Volk berüchtigt und bedrängten nicht nur die Dorier, sondern breiteten sich im Laufe der Zeit bis weit nach Süden und Osten aus. Als Besatzer malischer Gebiete übten sie zeitweise deren Stimmrecht in der delphischen Amphiktyonie aus.
Neben dem Parnass und dem Spercheios-Tal wird Euboia als Siedlungsgebiet genannt. Auf dem Peloponnes gründeten die Dryoper Argolis Asine; die argolischen Asinaeer ihrerseits gründeten später unter dem Schutz von Sparta das im Südwesten der Halbinsel gelegene Asine. Über die Insel Kythnos gelangten die Dryoper bis nach Kypros; in Kleinasien ließen sie sich in der Gegend von Kyzikos und Abydos nieder.

## Mythologie
In den Legenden ist Dryops , Vater der Dryope, Eponym des Volkes . Für die Vertreibung der Dryoper aus ihrem Stammsitz soll Herakles verantwortlich sein: Er tötete ihren König Phylas. Der Heros musste danach fliehen und fand später bei Eurystheus Aufnahme.